# Embers
Embers är en låt av den brittiska sångaren James Newman som släpptes den 11 mars 2021. Låten var Storbritanniens bidrag i Eurovision Song Contest 2021 som slutade sist i finalen med noll poäng. Det var det första bidraget sedan det nya röstningssystemet infördes 2016 som ett bidrag slutade med noll poäng. Låten handlar om en bestående passion, som Newman tycker stämmer in med den annalkande slutpunkten för covid-19-pandemin.

## Eurovision Song Contest
Newman valdes till en början ut till att representera Storbritannien i Eurovision Song Contest 2020 med låten "My Last Breath". Den 18 mars 2020 meddelade EBU att tävlingen ställs in på grund av den rådande covid-19-pandemin. Den 19 februari 2021 meddelade BBC att James Newman istället skulle representera Storbritannien i Eurovision Song Contest 2021 i Rotterdam. Hans nya låt "Embers" släpptes den 11 mars 2021.
Låten tävlade direkt i finalen den 22 maj 2021 där den fick noll poäng från både juryomröstningen och telefonröstningen. Det var det andra brittiska bidraget att sluta med totalt noll poäng i tävlingen och det första bidraget att sluta med noll poäng sedan röstningssystemet ändrades 2016.